# Belo monte
Belo Monte là một đô thị ở bang Alagoas, Brasil. Dân số năm 2004 ước tính là 6.696 người. Diện tích là 334,8 km2.